# Sankt Michaels Kirke (Kolding)
 For alternative betydninger, se Sankt Michaels Kirke. (Se også artikler, som begynder med Sankt Michaels Kirke)
Sct. Michaels Kirke er en romersk-katolsk kirke i Kolding.Kirken er bygget i gotisk stil, har 160 siddepladser og er beliggende Sct. Michaelsgade 2.

Sct. Michaels sogn blev grundlagt i 1882 og grundstenen til kirken blev lagt 10. maj 1885 og kirken blev indviet 6. december samme år. Kirken og sognet blev etableret på initiativ af Johannes von Euch og pastor Clemens Storp. Kirken blev først bygget uden spir, da det ville være for dyrt. Da menigheden havde råd til det senere, kom der spir på. Kirken er blevet udvidet og ombygget flere gange siden. Der blev tilføjet 2 sideskibe i 1962-63 og et sakristi i 1968 og endeligt en ny glasmosaik i korvæggen, som er tegnet af Nis Schmidt og selve glasarbejdet blev lavet af glarmester Frese i København.Arkitekten til den oprindelige bygning var den tyske kirkebygmester Hilger Hertel fra Mūnster. Den er bygget i gotisk stil med en flot portal.
Der hænger to klokker i tårnet. Den største hedder Maria og vejer 650 kg. Den anden hedder Clemens, vejer 400 kg.
I præstegården startede undervisningen af menighedens børn og det blev senere til Sct. Michaels Skole. Det skete i 1882 og skolen voksede langsomt gennem årene, og 1886 bad pastor Storp, Den guddommelige Kærligheds Søstre i Paderborn om at overtage undervisningen. Fire søstre kom og ydede i de efterfølgende 34 år en stor indsats. I 1920 rejste søstrene til Silkeborg og de to første fra Sct. Hedvigsøstrene kom til, og det blev med tiden til mange flere. De byggede et hospital, en børnehave og overtog Sct. Michaels skole i 1947. Selvom søstrene nu har forladt Kolding, fik de etableret to institutioner: Sct. Hedvigsøstrenes Børnehave og Fritidshjem samt Sct. Michaels Skole.
Pastor er Gregers Mærsk-Kristensen og sognet havde 792 medlemmer per februar 2016.